# Franc Ksaver Križman
Franc Ksaver Križman (Krisman, Chrismann, Cristman) (Branik, Gorička, Slovenija, 22. listopada 1726. – Rottenmann, Štajerska, Austrija, 1795.), slovenski graditelj orgulja i svjetovni duhovnik. Učenik Petra Nakića.
Orgulje gradio po Sloveniji i Austriji. Najpoznatije mu je i najveće djelo orgulje u opatiji St. Florian s 3 manuala i 59 registara koje se računa u najznatnije barokne orgulje u Austriji.